# 源正明
源正明（みなもと の まさあき）は、平安時代前期から中期にかけての公卿。光孝天皇の孫。式部卿・是忠親王の子。官位は正四位下・参議。

## 経歴
醍醐朝中期の延喜10年（910年）二世王の蔭位により従四位下に直叙される。美濃守・丹波権守を経て、延喜17年（917年）侍従、延喜21年（921年）左馬頭と醍醐朝後半からは京官を務め、延長6年（928年）従四位上に叙せられる。
承平4年（935年）右近衛中将に任ぜられると、天慶8年（946年）左近衛中将と、朱雀朝から村上朝にかけて15年近くに亘って近衛中将を務めたのち、天暦5年（951年）参議に任ぜられ公卿に列した。議政官の傍らで弾正大弼を兼ね、天暦6年（952年）正四位下に至る。
天徳2年（958年）3月9日卒去。享年66。最終官位は参議正四位下弾正大弼。

## 官歴
『公卿補任』による。
- 延喜10年（910年） 正月7日：従四位下（直叙）
- 延喜14年（914年） 正月12日：美濃守
- 延喜15年（915年） 2月22日：丹波権守
- 延喜17年（917年） 正月20日：侍従
- 延喜21年（921年） 正月30日：左馬頭
- 延長2年（924年） 8月9日：兼丹波権守
- 延長6年（928年） 正月7日：従四位上（源氏、治国）
- 承平3年（933年） 正月12日：兼加賀権守
- 承平4年（935年） 12月21日：右近衛中将
- 承平6年（936年） 正月29日：兼伊勢権守
- 承平7年（937年） 3月8日：兼紀伊権守
- 天慶3年（940年） 3月25日?：止紀伊権守[1]
- 天慶4年（941年） 3月28日：兼伊勢権守
- 天慶8年（946年） 3月28日：止伊勢権守[1]。11月25日：左近衛中将
- 天暦元年（947年） 6月6日：兼讃岐権守
- 天暦5年（951年） 正月30日：参議、止兼官。5月22日：兼弾正大弼
- 天暦6年（952年） 正月7日：正四位下。11月：兼讃岐守
- 天暦9年（955年） 2月7日：兼大和権守
- 天徳2年（958年） 3月9日：卒去（参議正四位下弾正大弼）

## 系譜
- 父：是忠親王
- 母：不詳
- 生母不詳の子女
  - 男子：源助理
  - 男子：源兼光